# Sojoez T-4
Sojoez T-4 (ook: 12334) was een Russische bemande ruimtevlucht uit 1981. Doel van deze vlucht was een koppeling uitvoeren met Saljoet 6. De kosmonauten voerden herstelwerkzaamheden uit, verrichtten preventief onderhoud aan het ruimtestation en fungeerden als gastheer voor twee internationale bemanningen: het Interkosmosprogramma. Het zou de laatste keer zijn dat Saljoet 6 werd bemand.

## Bemanning
De bemanning voor deze onderhoudsvlucht bestond uit twee kosmonauten. Gezagvoerder Vladimir Kovaljonok maakte zijn derde vlucht; met Sojoez 29 vestigde hij een nieuw duurrecord. Boordwerktuigkundige Viktor Savinych ging voor de eerste keer omhoog. Hun ruimtevaartuig had een massa van zeven ton.

## Vluchtverloop

### Lancering en koppeling
Sojoez T-4 koos het luchtruim op 12 maart 1981 vanaf Tjoeratam te Bajkonoer. De Sojoez draagraket bracht het vaartuig in een baan met een hoogste punt van 331 km, een laagste punt van 250 km en een omlooptijd van 90,1 minuten. De inclinatie bedroeg 51,6°; de excentriciteit 0,00607. De volgende dag bereikten Kovaljonok en Savinych hun bestemming en koppelden aan het voorste koppelingsluik, zij het met enige vertraging. De boordcomputer gaf namelijk aan, dat op het beoogde koppelingstijdstip T-4 zich buiten bereik van het vluchtleidingscentrum zou bevinden. Het station was al enige maanden onbemand na het vertrek van de T-3-bemanning, die een aanvang maakte met groot onderhoud.

### Werkzaamheden
Hun komst werd voorafgegaan door een onbemand vrachtschip. De Progress 12 hing reeds zes weken aan de achterste koppelingsaansluiting. Kovaljonok en Savinych konden dus meteen aan de slag. Veel tijd daarvoor kregen ze niet: ruim een week later stond de lancering van Sojoez 39 gepland. De Saljoet 6 beschikte slechts over twee koppelaansluitingen, dus was het zaak deze klus op tijd te klaren. Op 19 maart maakte Progress 12 zich van het station los, waarna het vrachtschip de volgende dag boven het zuidelijk gedeelte van de Stille Oceaan terugviel en verbrandde in de dampkring.

### Eerste Interkosmosvlucht
Op 23 maart arriveerden de eerste gasten. Sojoez 39 vervoerde de Rus Dzjanibekov en Mongoliër Goerragtsjaa voor een bezoek van een week. Het verschil in nummering kwam, omdat de Russen tijdelijk zowel de oudere als gemoderniseerde Sojoezversie in de vaart hielden. Het betrof hier een vlucht uit het Interkosmosprogramma, dat aan bevriende naties gelegenheid bood een eigen kosmonaut af te vaardigen voor een kort verblijf van ongeveer een week in een Russisch ruimtestation. De volgorde waarin die landen hun opwachting maakten bepaalde men aan de hand van de positie van de beginletter van het betreffende land in het Russische alfabet. Dit keer viel de eer te beurt aan Mongolië. De bezoekers brachten hun eigen experimenten mee. De stationsbemanning assisteerde bij het opzetten van de proeven en in juiste positie brengen van het station. Men bevestigde kosmische stralingsmeters in sluizen en werkruimtes om na te gaan aan hoeveel straling kosmonauten tijdens hun verblijf blootstonden. Met de "Illyuminator"-proef stelde men op 26 maart de mate van slijtage aan de patrijspoorten vast. Middels het "Gologramma" (hologram)-instrument maakte de bemanning een dag later opnames van een door micrometeorieten beschadigde patrijspoort. Dit gebeurde eveneens op 28 maart, de dag waarop ze stralingsmeters verwijderde en monsters van micro-organismen en stationsatmosfeer verzamelde om mee terug te nemen naar de Aarde. De laatste twee dagen, 28 en 29 maart, besteedde men hoofdzakelijk aan waarnemingen van Mongolië vanuit de ruimte. Op de laatste dag ruimde ze tevens tijd in om Sojoez 39 na te lopen. Op 30 maart namen Dzjanibekov en Goerragtsjaa afscheid van hun collegae, ontkoppelden hun toestel en keerden probleemloos naar de Aarde terug.

### Vervanging verankering
Medio mei vervingen Kovaljonok en Savinych het verankermechanisme van T-4 door het type dat Saljoetstations gebruikten. Mogelijk gebeurde dit als test om te bezien, of een Sojoezcapsule met aangepast koppelmechanisme kon dienen als reddingsboot. Ingeval een Sojoezvaartuig dermate beschadigd raakte dat zowel een koppeling als terugkeer naar de Aarde onmogelijk werd kon een ander gemodificeerd Sojoezvaartuig als reddingsboot fungeren, door er aan te koppelen.

### Tweede Interkosmosvlucht
Zo'n twee weken voor de stationsbemanning huiswaarts keerde, ontving zij op 15 mei nogmaals visite met Sojoez 40. Ook ditmaal betrof het een Interkosmosvlucht met gemengde bemanning. De Russische gezagvoerder Popov werd vergezeld door de Roemeense kosmonaut Prunariu. Maar er was meer aan de hand. Na veertien jaar stelde de Sovjet-Unie het eerste Sojoeztype definitief buiten dienst. Harde lessen uit het verleden resulteerden in het Sojoez-T type: twee bemanningen (1 en 11) kwamen niet levend terug. Ook markeerde deze vlucht het einde van het eerste deel van het Interkosmosprogramma. Waarnemingen van de Aarde stelde men noodgedwongen uit tot de laatste dag, toen Saljoet 6 tijdens daglicht over Roemenië vloog. Tegelijkertijd testte de bemanning het standregelsysteem van het ruimtestation. Prunariu deed tevens onderzoek naar het aardmagnetisch veld. De bezoekers namen op 22 mei afscheid, waarna Sojoez 40 naar de Aarde terugkeerde.
Ook voor de stationsbemanning zat de tijd er bijna op. Het tweetal vertrok vier dagen na hun gasten naar huis.

## Landing
Kovaljonok en Savinych keerden naar de Aarde terug op 26 mei 1981. Ze kwamen 125 km ten oosten van Jezqazğan neer. Hun vlucht duurde 74 dagen, 17 uur en 37 minuten. Gedurende die tijd cirkelden zij 1178 maal om de Aarde en legden daarbij een afstand van 49,726 miljoen kilometer af. Voor Kovaljonok bleef het hierbij, Savinych vloog hierna nog twee missies.
1 ·
2 ·
3 ·
4 ·
5 ·
6 ·
7 ·
8 ·
9 ·
10 ·
11 ·
12 ·
13 ·
14 ·
15 ·
16 ·
17 ·
18A ·
18 ·
19 ·
20 ·
21 ·
22 ·
23 ·
24 ·
25 ·
26 ·
27 ·
28 ·
29 ·
30 ·
31 ·
32 ·
33 ·
34 · 
35 ·
36 ·
37 ·
38 ·
39 ·
40

T-1 ·  
T-2 ·
T-3 ·
T-4 ·
T-5 · 
T-6 ·
T-7 · 
T-8 ·
T-9 · 
T-10-1 ·
T-10 · 
T-11 ·
T-12 · 
T-13 ·
T-14 · 
T-15